# 奥斯特利茨 (纽约州)
奥斯特利茨（英語：Austerlitz）是位于美国纽约州哥伦比亚县的一个镇，地处哥伦比亚县东部，建于1818年。2010年美国人口普查时，该镇有1654人。其名称源于拿破仑战争中的著名战役奥斯特利茨战役。